# Velika nagrada Avstralije 2009
Velika nagrada Avstralije 2009 (uradno LXXIV ING Australian Grand Prix) je bila prva dirka Svetovnega prvenstva Formule 1 v sezoni 2009. Odvijala se je 29. marca 2009 na uličnem dirkališču Melbourne Grand Prix Circuit v Melbournu. Dirko, ki je bila dolga oseminpetdeset krogov, je dobil britanski dirkač Jenson Button v novem moštvu Brawn GP iz najboljšega štartnega položaja. Rubens Barrichello, v drugem dirkalniku Brawn GP, je osvojil drugo mesto, tretje mesto pa je osvojil Jarno Trulli s Toyoto.
Brawn GP je postal prvi konstruktor, ki je na svoji prvi dirki osvojil najboljši štartni položaj po Mercedes-Benzu na dirki za Veliko nagrado Francije 1954, ko je najboljši štartni položaj dosegel Juan Manuel Fangio, in sploh drugi, ki mu je uspelo na svoji prvi dirki zmagati, po Walter Wolf Racingu na dirki za Veliko nagrado Argentine 1977, ko je zmagal Jody Scheckter. Ta dirka je bila druga v zgodovini Formule 1, ki se je končala za varnostnim avtomobilom, po dirki za Veliko nagrado Kanade 1999.

## Rezultati
‡ - dirkalniki opremljeni s sistemom KERS, * - kazen.

### Kvalifikacije
| Poz | Št | Dirkač               | Konstruktor          | 1. del   | 2. del    | 3. del   | Št. m. |
| --- | -- | -------------------- | -------------------- | -------- | --------- | -------- | ------ |
| 1   | 22 | Jenson Button        | Brawn-Mercedes       | 1:25,211 | 1:24,855  | 1:26,202 | 1      |
| 2   | 23 | Rubens Barrichello   | Brawn-Mercedes       | 1:25,006 | 1:24,783  | 1:26,505 | 2      |
| 3   | 15 | Sebastian Vettel     | Red Bull-Renault     | 1:25,938 | 1:25,121  | 1:26,830 | 3      |
| 4   | 5  | Robert Kubica        | BMW Sauber           | 1:25,922 | 1:25,152  | 1:26,914 | 4      |
| 5   | 16 | Nico Rosberg         | Williams-Toyota      | 1:25,846 | 1:25,123  | 1:26,973 | 5      |
| 6   | 10 | Timo Glock           | Toyota               | 1:25,499 | 1:25,281  | 1:26,975 | 19*    |
| 7   | 3‡ | Felipe Massa         | Ferrari              | 1:25,844 | 1:25,319  | 1:27,033 | 6      |
| 8   | 9  | Jarno Trulli         | Toyota               | 1:26,194 | 1:25,265  | 1:27,127 | 20*    |
| 9   | 4‡ | Kimi Räikkönen       | Ferrari              | 1:25,899 | 1:25,380  | 1:27,163 | 7      |
| 10  | 14 | Mark Webber          | Red Bull-Renault     | 1:25,427 | 1:25,241  | 1:27,246 | 8      |
| 11  | 6‡ | Nick Heidfeld        | BMW Sauber           | 1:25,827 | 1:25,504  |          | 9      |
| 12  | 7‡ | Fernando Alonso      | Renault              | 1:26,026 | 1:25,605  |          | 10     |
| 13  | 17 | Kazuki Nakadžima     | Williams-Toyota      | 1:26,074 | 1:25,607  |          | 11     |
| 14  | 2‡ | Heikki Kovalainen    | McLaren-Mercedes     | 1:26,184 | 1:25,726  |          | 12     |
| 15  | 1‡ | Lewis Hamilton       | McLaren-Mercedes     | 1:26,454 | brez časa |          | 18*    |
| 16  | 12 | Sébastien Buemi      | Toro Rosso-Ferrari   | 1:26,503 |           |          | 13     |
| 17  | 8‡ | Nelson Piquet Jr.    | Renault              | 1:26,598 |           |          | 14     |
| 18  | 21 | Giancarlo Fisichella | Force India-Mercedes | 1:26,677 |           |          | 15     |
| 19  | 20 | Adrian Sutil         | Force India-Mercedes | 1:26,742 |           |          | 16     |
| 20  | 11 | Sébastien Bourdais   | Toro Rosso-Ferrari   | 1:26,964 |           |          | 17     |

### Dirka
| Poz | Št | Dirkač               | Konstruktor         | Krogi | Čas/Odstop       | Št. m. | Toč |
| --- | -- | -------------------- | ------------------- | ----- | ---------------- | ------ | --- |
| 1   | 22 | Jenson Button        | Brawn-Mercedes      | 58    | 1:34:15,784      | 1      | 10  |
| 2   | 23 | Rubens Barrichello   | Brawn-Mercedes      | 58    | + 0,807 s        | 2      | 8   |
| 3   | 9  | Jarno Trulli         | Toyota              | 58    | + 1,604 s        | 20     | 6   |
| 4   | 10 | Timo Glock           | Toyota              | 58    | + 4,435 s        | 19     | 5   |
| 5   | 7‡ | Fernando Alonso      | Renault             | 58    | + 4,879 s        | 10     | 4   |
| 6   | 16 | Nico Rosberg         | Williams-Toyota     | 58    | + 5,722 s        | 5      | 3   |
| 7   | 12 | Sébastien Buemi      | Toro Rosso-Ferrari  | 58    | + 6,004 s        | 13     | 2   |
| 8   | 11 | Sébastien Bourdais   | Toro Rosso-Ferrari  | 58    | + 6,298 s        | 17     | 1   |
| 9   | 20 | Adrian Sutil         | Force India-Ferrari | 58    | + 6,335 s        | 16     |     |
| 10  | 6‡ | Nick Heidfeld        | BMW Sauber          | 58    | + 7,085 s        | 9      |     |
| 11  | 21 | Giancarlo Fisichella | Force India-Ferrari | 58    | + 7,374 s        | 15     |     |
| 12  | 14 | Mark Webber          | Red Bull-Renault    | 57    | +1 krog          | 8      |     |
| 13  | 15 | Sebastian Vettel     | Red Bull-Renault    | 56    | Trčenje          | 3      |     |
| 14  | 5  | Robert Kubica        | BMW Sauber          | 55    | Trčenje          | 4      |     |
| 15  | 4‡ | Kimi Räikkönen       | Ferrari             | 55    | Trčenje          | 7      |     |
| Ods | 3‡ | Felipe Massa         | Ferrari             | 45    | Hidravlika       | 6      |     |
| Ods | 8‡ | Nelson Piquet Jr.    | Renault             | 24    | Zavrten          | 14     |     |
| Ods | 17 | Kazuki Nakadžima     | Williams-Toyota     | 17    | Trčenje          | 11     |     |
| Ods | 2‡ | Heikki Kovalainen    | McLaren-Mercedes    | 0     | Trčenje          | 12     |     |
| DSQ | 1‡ | Lewis Hamilton       | McLaren-Mercedes    | 58    | Diskvalifikacija | 18     |     |